# Peter Stolt
Karl Peter Stolt (* 3. November 1926 in Hamburg; † 25. August 2022 ebenda) war ein deutscher evangelisch-lutherischer Pastor, Hochschulrektor, Kirchenhistoriker und Autor kirchengeschichtlicher und liturgischer Bücher.

## Leben
Nach Schulbesuch, Kriegsdienst und Gefangenschaft holte Stolt sein Abitur nach  und studierte Evangelische Theologie. Nach dem Examen erlaubte ihm ein Stipendium des Weltrats der Kirchen, in den USA ein Jahr weiter zu studieren. Er wurde 1955 zum Pastor ordiniert und leitete von 1956 bis 1966 als Landesjugendpastor das Jugendpfarramt der Hamburgischen Kirche. In dieser Zeit nahm er 1961 und 1964 an der I. und II. Allchristlichen Friedensversammlung in Prag teil. Im Jahre 1966 wurde er der Leiter der Diakonenschule und Höheren Fachschule des Rauhen Hauses, wo er für die Ausbildung von diakonisch und sozialpädagogisch tätigen Mitarbeitern verantwortlich war. 1971 beendete er seine Tätigkeit an dieser Bildungsstätte, die sich während seiner Tätigkeit als Fachhochschule  qualifiziert hatte und zur Evangelischen Hochschule für Soziale Arbeit & Diakonie umbenannt wurde. Bei einer Feier zum 30-jährigen Bestehen der Hochschule antwortete er einem Reporter auf die Frage, was ihn mit der Hochschule besonders verbinde:

„Wicherns Passion für die Schwächeren und Ausgegrenzten ist ein Erbe, das reformatorisch für unser Jahrhundert lebendig gehalten werden muss. Dafür war mir eine evangelische Hochschule gerade im Rauhen Haus unentbehrlich – und die Überzeugung habe ich bis heute.“

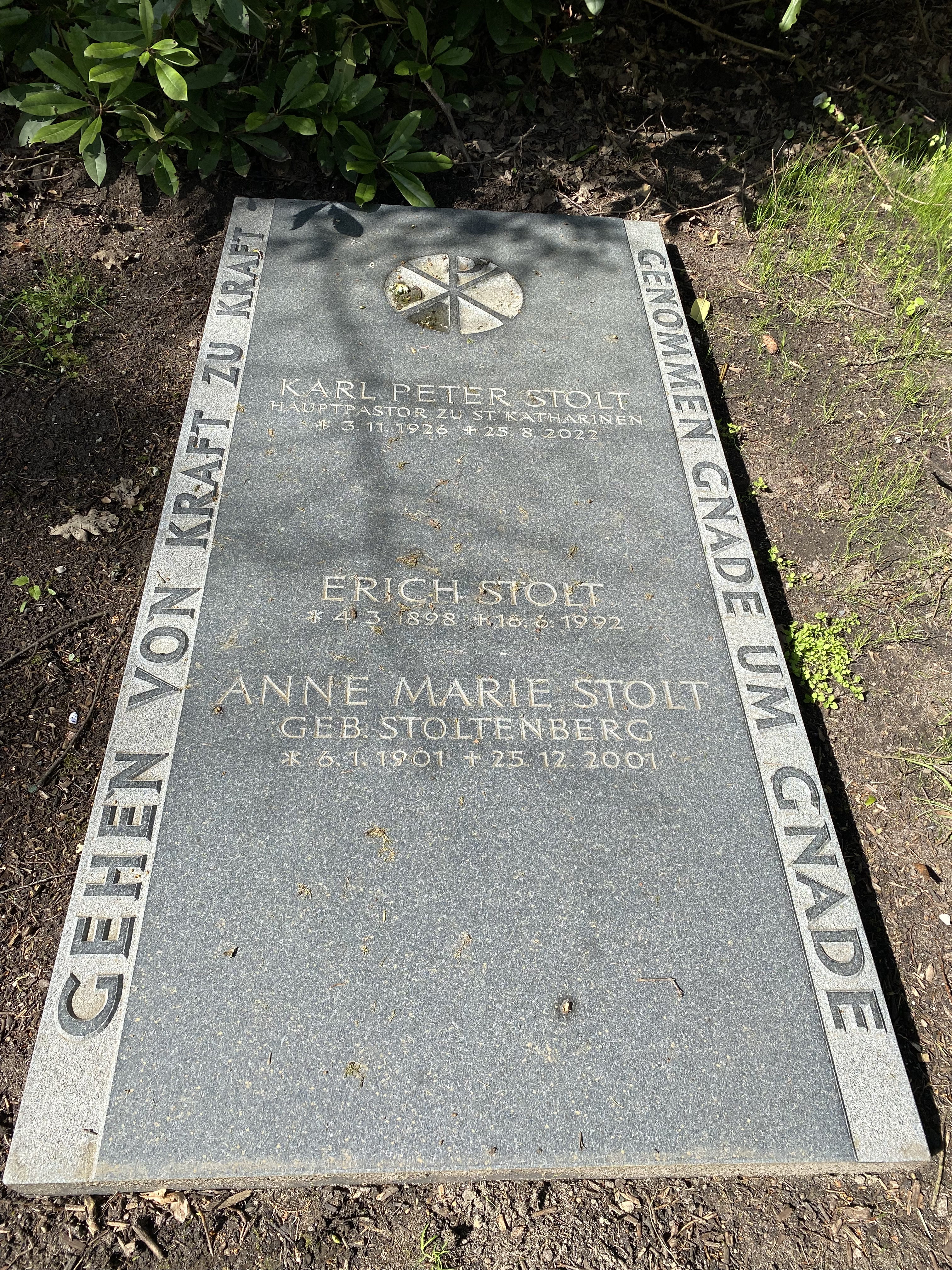
Grabstätte auf dem Friedhof Ohlsdorf

Nach dem Ende seiner Rektorentätigkeit wurde er in die Evangelische Kirche von Westfalen berufen, um das Predigerseminar für die praktische Ausbildung der zukünftigen Pfarrer in Soest zu leiten. 1982 kehrte er nach Hamburg zurück, weil er zum Hauptpastor an der Hauptkirche St. Katharinen gewählt worden war, wo er bis zu seinem Ruhestand 1991 als Prediger, Seelsorger und in der Pastorenausbildung wirkte.
Neben seinen Aufgaben als Pfarrer widmete sich Stolt besonders der Kirchengeschichte von Hamburg und bearbeitete praktisch-theologische Fragen der Liturgik, worüber er auch Veröffentlichungen vorlegte.
Im Jahre 2006 legte Stolt, der sich mit der NS-Vergangenheit seiner Kirche kritisch auseinandersetzte, einen Beitrag vor, der in seinem Titel fragt: „Kein Grund zu einem Schuldbekenntnis?“. Ein beachtetes Buch war die im gleichen Jahr erschienene Studie zur Geschichte des liberalen Protestantismus in Hamburg – ein Werk, das von der Universität Osnabrück bei Martin H. Jung und Reinhold Mokrosch als Dissertationsschrift anerkannt wurde. Nachdem er die geforderten Hürden des Rigorosums genommen hatte, wurde dem inzwischen 80-Jährigen der Doktortitel zuerkannt.
Peter Stolt war verheiratet und der Vater zweier Töchter und zweier Söhne. Beigesetzt wurde er in der sogenannten „Bischofskuhle“ auf dem Friedhof Ohlsdorf im Planquadrat AB 7.

## Werke
- Liberaler Protestantismus in Hamburg – im Spiegel der Hauptkirche St. Katharinen. (Arbeiten zur Kirchengeschichte Hamburgs 25) Verlag Verein für Hamburgische Geschichte, Hamburg 2006, ISBN 3-935413-11-4.
- Die St.Katharinen-Kirche zu Hamburg. 3., völlig neu bearb. Auflage. Dt. Kunstverlag, München 2000.

### Als Herausgeber
- Pastoraltheologie. Monatsschrift für Wissenschaft und Praxis in Kirche und Gesellschaft. Vandenhoeck & Ruprecht, Göttingen (von 1972 bis 1996)
- An den Grenzen kirchlicher Praxis : eine Freundesgabe für Peter Krusche. Mit einer Zueignung von Christof Bäumler. Agentur des Rauhen Hauses u. a., Hamburg 1986, ISBN 3-7600-0424-5, ISBN 3-532-62052-9.
- Kulte, Kulturen, Gottesdienste: öffentliche Inszenierung des Lebens. Festschrift für Peter Cornehl zum 60. Geburtstag. Peter Stolt, Wolfgang Grünberg, Ulrike Suhr (Hrsg.), Vandenhoeck und Ruprecht, Göttingen 1996, ISBN 3-525-60393-2.
- Das Katharinenbuch. Das Kirchspiel von St. Katharinen. Der Hafen, die Speicherstadt und die Kirche. Axel Denecke, Peter Stolt und der Hamburger Hafen- und Lagerhaus-AG (Hrsg.) Ellert und Richter, Hamburg 2000, ISBN 3-89234-936-3.

### Als Koautor
- Bilder und ihre Macht. Zum Verhältnis von Kunst und christlicher Religion. Horst Schwebel und Andreas Mertin (Hrsg.). Autoren: Lauren Friesen, Andreas Mertin, Albert C. Moore, Bodo Nebling, Manfred Plate, Joachim Rieder, Günter Rombold, Horst Schwebel, Peter Stolt, Theo Sundermeier. Katholisches Bibelwerk, Stuttgart 1989, ISBN 3-460-32821-5.
- Johann Hinrich Claussen, Peter Stolt, Thies Gundlach: Den Himmel auf die Erde holen. Kreuz,  Stuttgart 2001, ISBN 3-7831-1894-8.
- Kein Grund zum Schuldbekenntnis? Der Umgang der Hamburger Landeskirche mit dem Nationalsozialismus. In: Victoria Overlack, Peter Stolt, Rainer Hering: Die Hamburger Landeskirche 1945 – Zwischen Krieg und Frieden. (Veröffentlichungen des Archivs des Kirchenkreises Alt-Hamburg, 33). Hamburg 2006, S. 31–45.